# 垂穗披碱草
垂穗披碱草（学名：Elymus nutans）是一种禾本科植物。这种植物分布于中中国蒙古河北、陕西、甘肃，宁夏、青海、新疆、四川、西藏等省区。此外，苏联的亚洲部分和印度的喜马拉雅地区均有分布。